# Philippe Abbo Chen
Philippe Abbo Chen INDV (ur. 10 maja 1962 w Dadouar) – czadyjski duchowny katolicki, wikariusz apostolski Mongo od 2021.

## Życiorys

### Prezbiterat
Święcenia kapłańskie otrzymał 17 maja 1997. W 2001 rozpoczął nowicjat w Instytucie Świeckim Notre-Dame de Vie i w 2009 złożył w nim śluby. Pracował też przy wikariacie apostolskim Mongo jako proboszcz parafii w Bitkine oraz jako wikariusz generalny.

### Episkopat
14 grudnia 2020 papież Franciszek mianował go wikariuszem apostolskim Mongo. Sakry udzielił mu 27 lutego 2021 biskup Henri Coudray. 